# Baksanskij rajon
Il Baksanskij rajon (in russo Баксанский район?) è un municipal'nyj rajon della Repubblica autonoma della Cabardino-Balcaria, in Russia.